# Kennedy (Bogotá)
Kennedy ist der 8. Stadtbezirk (localidad) der Hauptstadt Kolumbiens und liegt südwestlich von Bogotás Zentrum. Der Stadtbezirk Kennedy hat eine Fläche von 3.855 Hektaren und mehr als 1,5 Millionen Einwohner.

## Ursprung des Namens

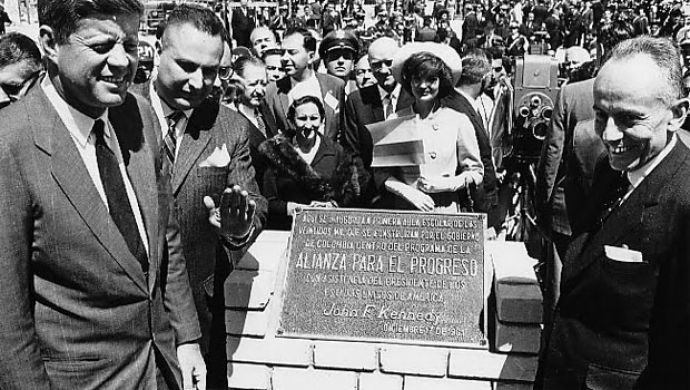
Gründung von Techo. Quelle: Kolumbiens Rundfunk

Ciudad Techo (Dachstadt) war der ursprüngliche Name des heutigen Bezirks, die dem Kaziken Techitina mit seiner indigenen Bevölkerung gehörte. Später wurde der Ort dem spanischen Bevollmächtigten Juan Ruiz Orejuela und im Jahre 1608 den Jesuiten übertragen.
Der Stadtbezirk wurde dann nach dem 35. Präsidenten der Vereinigten Staaten von Amerika, John F. Kennedy, benannt, der 1961 im Rahmen des Programms Alliance for Progress (Allianz für den Fortschritt) Kolumbien besuchte. Um die lateinamerikanischen Mitglieder der Organisation Amerikanischer Staaten näher an die USA zu bringen, unterstützte Kennedy das städtebauliche Projekt der Allianz. Als Dank wurde der Stadtteil Ciudad Techo (einer modernen Stadt in der Stadt) 1963 in Ciudad Kennedy umbenannt. Nach der Ermordung Kennedys wurde diese Lokalität nach ihm benannt.

## Kunst und Kultur
In den Bereichen Kunst, Kultur und Erbe verfügt Kennedy über eine bedeutende Anzahl von Organisationen, Gruppen, Kollektiven sowie künstlerischen und kulturellen Akteuren in allen künstlerischen Bereichen. Am zahlreichsten sind Musik, Theater und Tanz. Es gibt mehrere unabhängige Künstler, insbesondere auf dem Gebiet der bildenden Kunst. Wichtig sind auch die Gruppen von älteren Erwachsenen, die sich mit Tanz und Musik beschäftigen, sowie die Jugendgruppen von Rock und Hip-Hop.

## Grenzen
Im Norden grenzt Kennedy an den 9. Stadtbezirk Fontibón, im Süden schließen sich der 6. Stadtbezirk Tunjuelito und der 7. Stadtbezirk Bosa an, getrennt durch den Fluss Río Tunjuelito. Im Osten grenzt, getrennt durch die 68. Straße (Avenida 68) der 16. Stadtbezirk Puente Aranda an. Im Westen fließt der Río Bogotá, auf dessen anderer Uferseite sich Funza und Mosquera befinden.